# Штыренко, Ольга Александровна
Ольга Александровна Штыренко (род. 6 июля 1977, Волгоград, СССР) — российская спортсменка, представляла художественную гимнастику в групповых упражнениях, преподаватель высшей школы. Бронзовый призёр летних Олимпийских игр 1996 в групповых упражнениях (вместе с Евгенией Бочкарёвой, Ириной Дзюба, Юлией Ивановой, Еленой Кривошей, Ангелиной Юшковой под руководством старшего тренера национальной сборной команды России, заслуженного тренера Марины Васильевны Фатеевой). Семикратная чемпионка Европы и пятикратная чемпионка мира. Заслуженный мастер спорта Российской Федерации по художественной гимнастике. Награждена медалью ордена «За заслуги перед Отечеством» II степени (1997).
Выпускница кафедры гимнастики ВГАФК. Преподает там же, на кафедре теории и методики гимнастики.